# Tirto Martani
Tirto Martani is een bestuurslaag in het regentschap Sleman van de provincie Jogjakarta, Indonesië. Tirto Martani telt 15.733 inwoners (volkstelling 2010).